# Adiantum nudum
Adiantum nudum är en kantbräkenväxtart som beskrevs av Alan Reid Smith. Adiantum nudum ingår i släktet Adiantum och familjen Pteridaceae. Inga underarter finns listade.